# Oporów (Łódź)
Oporów is een dorp in de Poolse woiwodschap Łódź. De plaats maakt deel uit van de gemeente Oporów en telt 280 inwoners.